# Балашиха (станция)
Балаши́ха — конечная тупиковая железнодорожная станция двухпутного ответвления Реутово — Балашиха Горьковского направления Московской железной дороги в городе Балашихе Московской области. Входит в Московско-Курский центр организации работы железнодорожных станций ДЦС-1 Московской дирекции управления движением. По основному применению является промежуточной, по объёму работы отнесена к 3 классу.

## История
Железнодорожную ветку Реутово — Балашиха проложили в 1912 году, через полвека после сооружения железной дороги из Москвы в Нижний Новгород. В 1935 году ветка была электрифицирована. Долгое время станция была единственной на ветке после Реутово. Дорога обслуживала, прежде всего, Балашихинскую мануфактуру, расположенную в нескольких сотнях метров.
В 1970-х — 1990-х годах на платформе был типовой кирпичный зал ожидания. В 2003 году на станции Балашиха был построен новый железнодорожный вокзал.
С конца 1990-х годов ведутся разговоры о продлении железнодорожной дороги за станцию Балашиха до микрорайона Авиаторов, путем реконструкции имеющихся подъездных железнодорожных путей грузового назначения, и строительства транспортно-пересадочного узла с организацией станции «Звёздная».
В 2021 году здание старого вокзала и прежние платформы были снесены. После короткого промежутка времени с временными (деревянными) платформами и временным павильоном, были возведены и открыты новое здание вокзала, турникетные павильоны, бетонная платформа с навесами, а также надземный пешеходный переход, связывающий ул. Советская и ул. Зелёная.
21 февраля 2024 года на встрече с местными жителями мэр города Балашиха Сергей Юров сообщил, что работа над включением станции Балашиха в тарифную зону МЦД 4 ведется. На май 2025 года никаких новых заявлений не было и для проезда в центральную зону МЦД-4 нужно покупать разовый билет по цене одной тарифной зоны ЦППК (48 рублей) до Реутова.

## Описание
Расположена в 12 километрах от узловой станции Реутово и в 27 километрах от Курского вокзала.
Станция является тупиковой для пригородных поездов, хотя железнодорожное полотно от станции продолжается и дальше, приблизительно на 3 км, фактически до Щёлковского шоссе. На этом участке запланирована к строительству новая станция Звёздная.
Выход со станции осуществляется на улицу Советская, между 1-й и 5-й фабриками, недалеко от реки Пехорки. К северу от платформы — улица Орджоникидзе, к западу — улица Зелёная.
На станции кроме основного путевого развития (4 пути) есть парк Горенки западнее по линии (2 пути). В каждом по одному остановочному пункту с одной платформой: платформа Балашиха находится в основном парке (южная платформа), платформа Горенки — в парке Горенки.
На платформе Балашиха работает билетная касса. Станция оборудована турникетами.
Рядом со станцией есть автобусная остановка «Станция Балашиха».

## Маршруты
Ежедневно 18 пар электропоездов ходят до Апрелевки через Реутов, Курский вокзал и Алексеевскую соединительную линию. Время в пути до Реутова — 17 минут, до Курского вокзала — 41 минута. До Апрелевки — 2 часа 9 минут.